# Mătăsar
Mătăsarul (Bombycilla garrulus) este o specie de pasăre paseriformă din familia Bombycillidae, care se hrănește cu fructe. Se înmulțește în pădurile boreale din nordul Europei, Asia și America de Nord. 

## Taxonomie
Mătăsarul a fost descris de Carl Linnaeus în cea de-a 10-a ediție a Systema Naturae din 1758 ca Lanius Garrulus. A fost trecut apoi în genul propriu, Bombycilla, de Louis Pierre Vieillot în 1808. Denumirea genului Bombycilla provine din grecescul bombux, „mătase” și latinescul modern cilla, „coadă”; aceasta este o traducere directă a germanului Seidenschwanz, „coadă mătăsoasă” și se referă la penajul mătăsos și moale al păsării. Numele speciei garrulus provine din latinescul „vorbăreț” și a fost aplicat acestei păsări, sub numele de „Garrulus Bohemicus”, de către Conrad Gessner în 1555; termenul face referire la o presupusă asemănare cu gaița eurasiatică (Garrulus glandarius) mai degrabă decât la sunetele mătăsarului.
Există trei subspecii recunoscute:
- B. g. garrulus (Linnaeus, 1758): subspecia nominalizată, se înmulțește în nordul Europei, din nordul Norvegiei până la est de Munții Ural.
- B. g. centralasiae (Polyakov, 1915): se înmulțește din Urali spre est prin nordul Asiei.[12]
- B. g. pallidiceps (Reichenow, 1908): se înmulțește în nord-vestul Americii de Nord.[13]

## Galerie

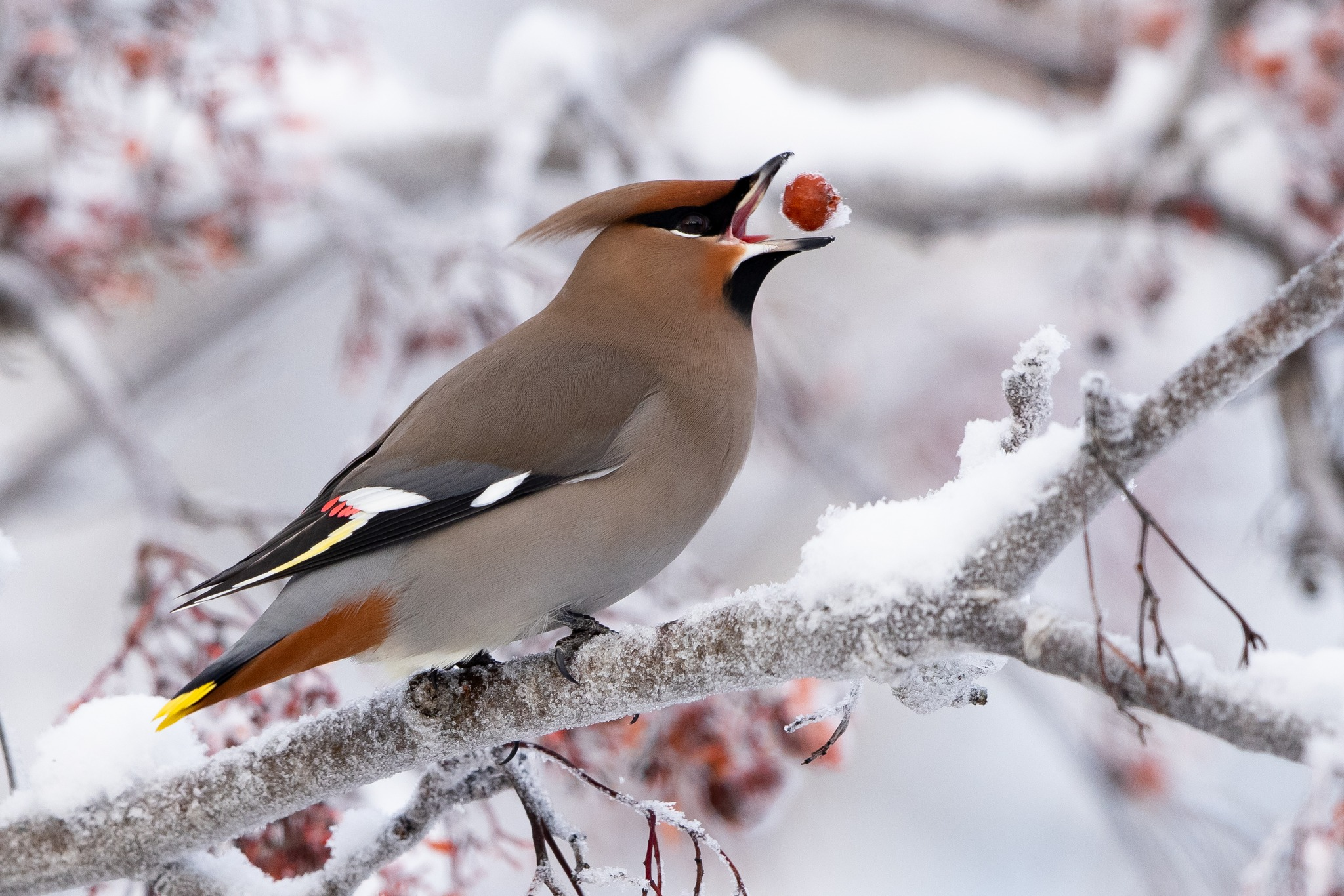
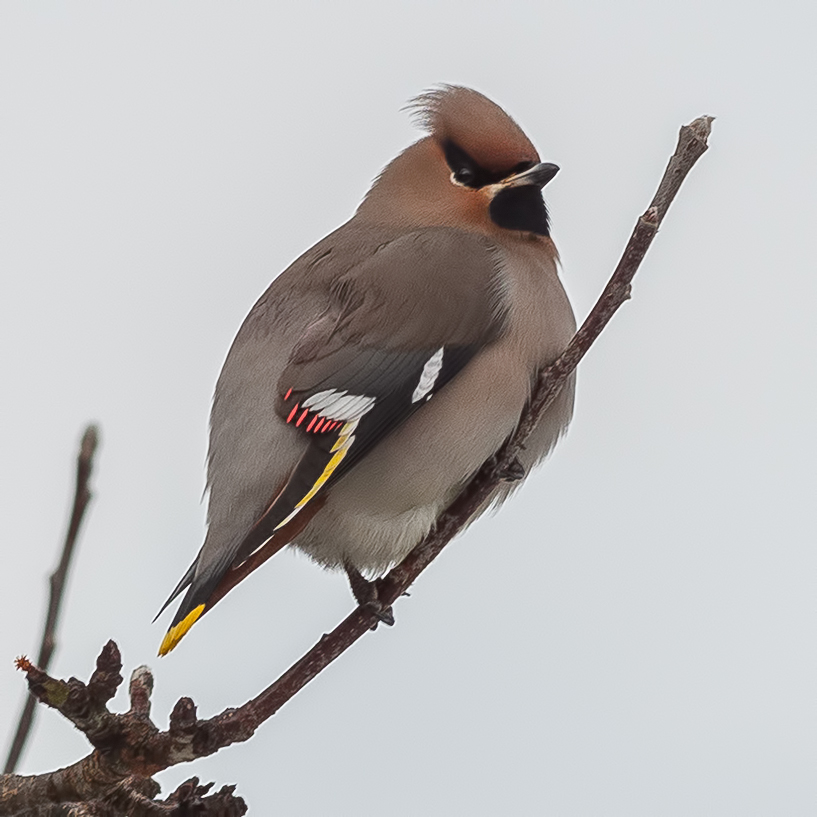
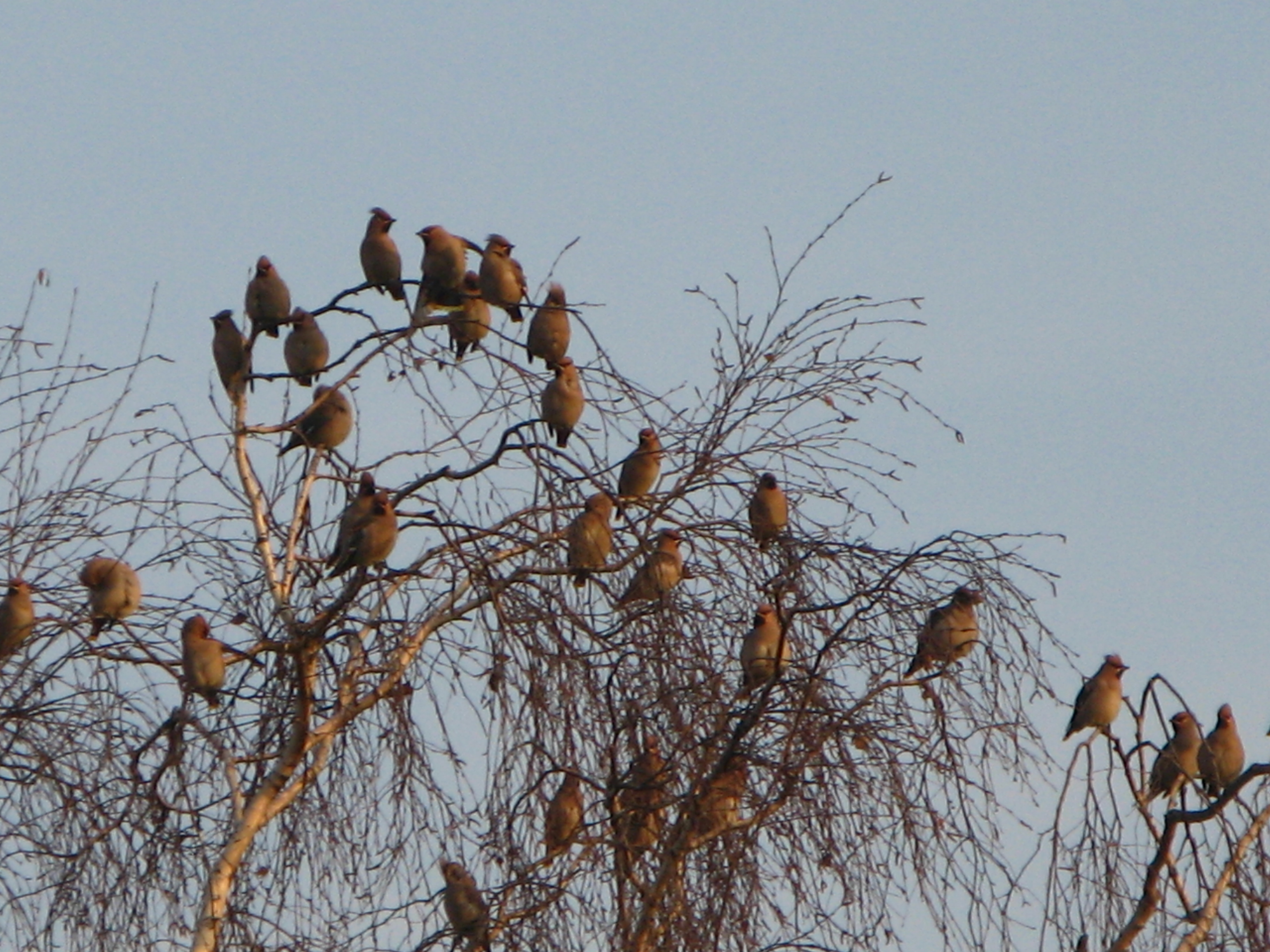
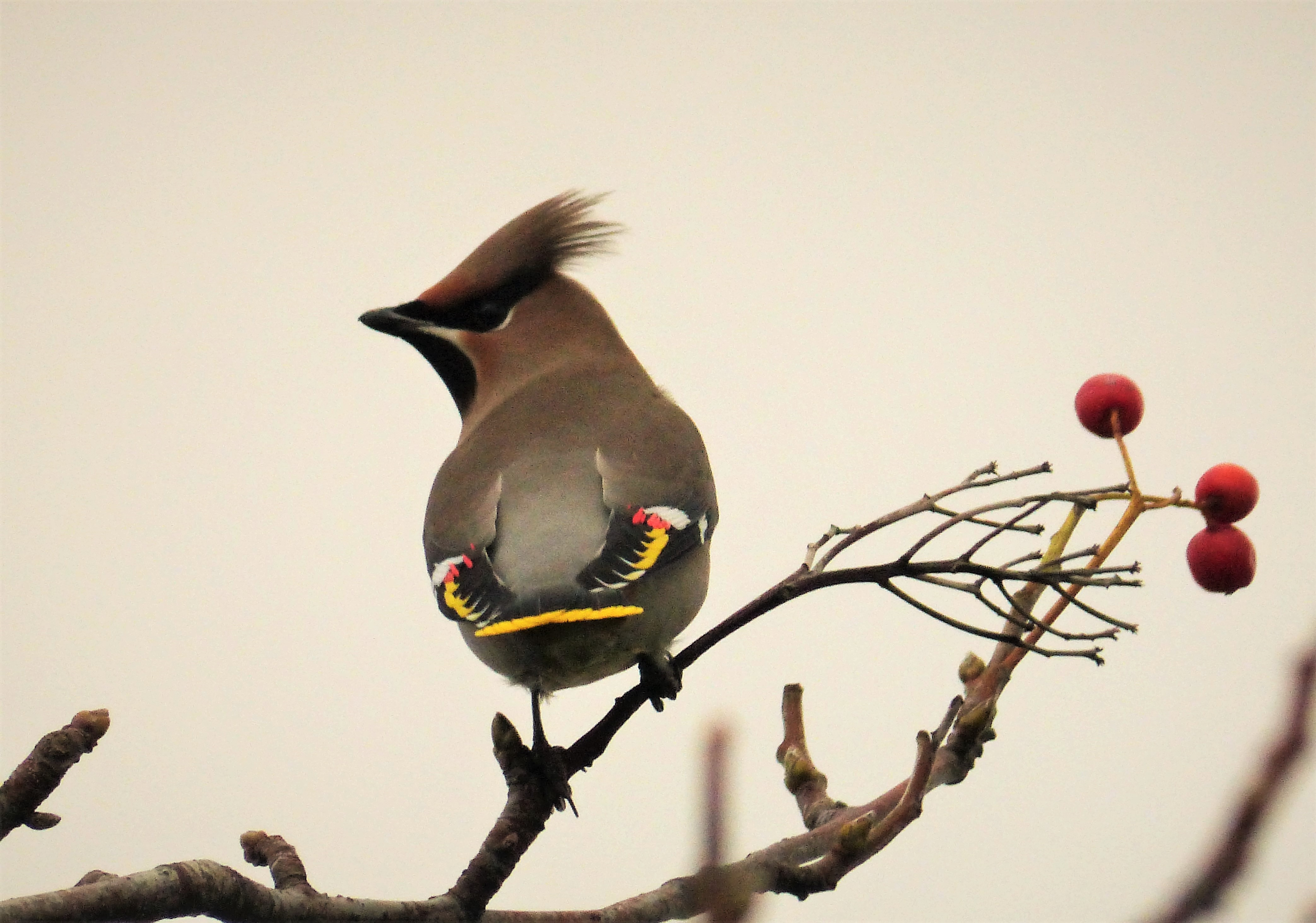